# Changan Lamore
Changan Lamore — середньорозмірний седан, що випускається з 2023 року китайською компанією Changan.

## Опис

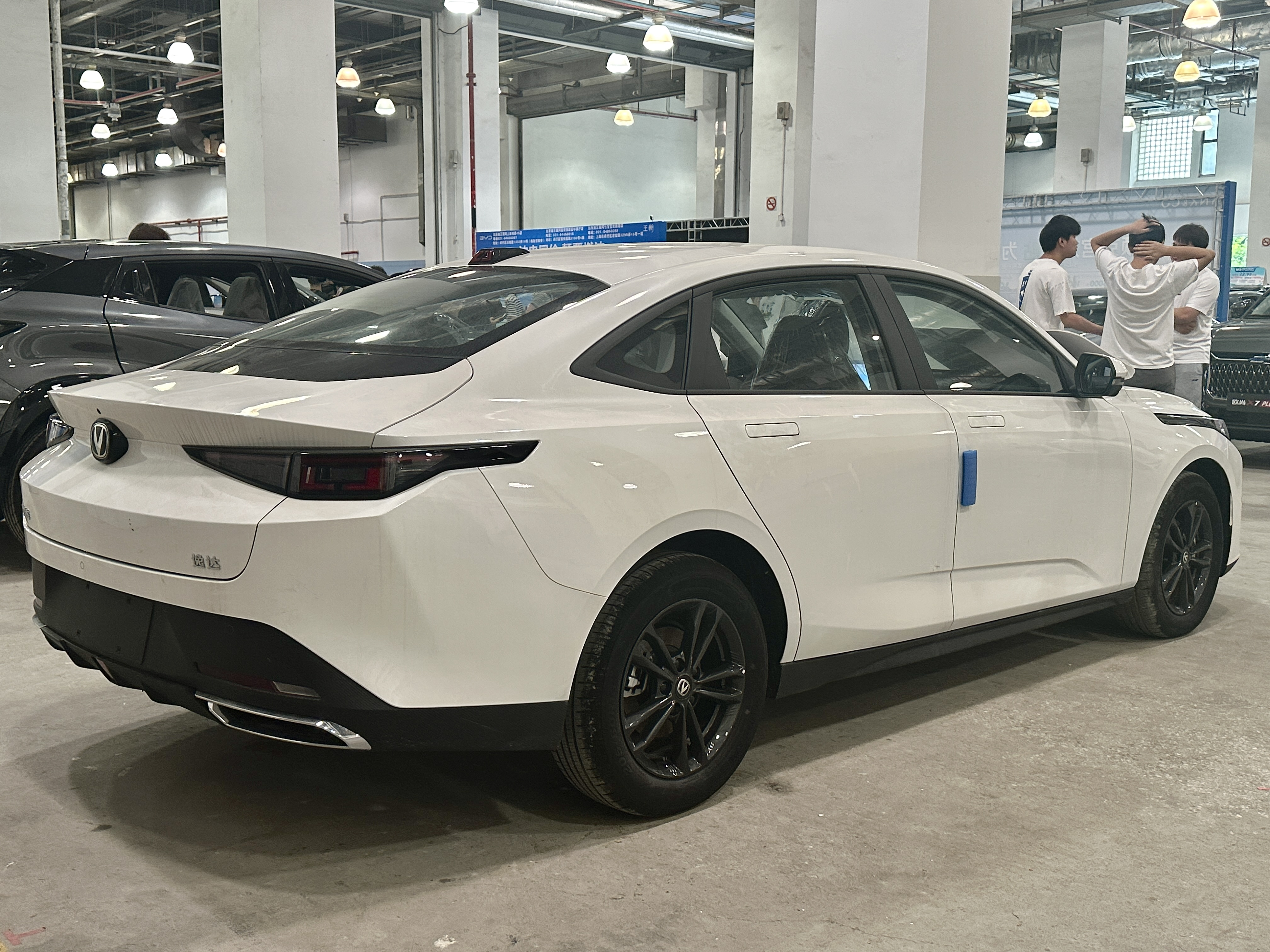
Вид ззаду

Автомобіль Changan Lamore дебютував 18 березня 2023 року. 
Модель оснащується 1,5-літровим двигуном Blue Whale із турбонаддувом потужністю 170 к.с. і крутним моментом 260 Н⋅м. Двигун поєднується в парі із семиступінчастою трансмісією з подвійним зчепленням. Максимальна швидкість обмежена до 200 км/год. За циклом WLTC витрата палива становить 6 літрів на 100 км.
Інтер'єр обладнаний 13,2-дюймовою консоллю та 10,25-дюймовою приладовою панеллю. Також це перший серійний автомобіль Китаю з веб-сервісом Baidu та чат-ботом ChatGPT. Конкурентом є Chery Arrizo 8. 
В 2024 році його перейменували в Eado.

### Загальна інформація
- Країна марки: Китай
- Клас автомобіля: C
- Кількість дверей: 4
- Кількість місць: 5
- Розташування керма: Лівий

### Розміри
- Довжина: 4770 мм
- Ширина: 1840 мм
- Висота: 1440 мм
- Колісна база: 2765 мм
- Кліренс: 128 мм
- Ширина передньої колії: 1590 мм
- Ширина задньої колії: 1600 мм
- Розмір коліс: 225/45/R18

### Об'єм та маса
- Об'єм багажника мін/макс: 520 л.
- Об'єм паливного бака: 51 л.
- Споряджена маса: 1325 кг
- Повна вага: 1760 кг

### Трансмісія
- Коробка передач: Робот
- Кількість передач: 7
- Тип приводу: передній

### Підвіска та гальма
- Тип передньої підвіски: незалежна, пружинна
- Тип задньої підвіски: напівнезалежна, пружинна
- Передні гальма: дискові вентильовані
- Задні гальма: дискові

### Експлуатаційні показники
- Максимальна швидкість: 200 км/год
- Витрата палива, місто/траса/змішаний: 6.0 л/100 км
- Марка палива: 92

### Двигун
- Тип двигуна: бензиновий
- Розташування двигуна: переднє, поперечне
- Об'єм двигуна: 1494 см³
- Тип наддуву: турбонаддув
- Максимальна потужність: 166 к.с. (122 кВт) при 5500 об/хв
- Максимальний крутний момент: 300 Н⋅м при 4000 об/хв
- Розташування циліндрів: рядне
- Кількість циліндрів: 4
- Кількість клапанів на циліндр: 4
- Система живлення двигуна: безпосереднє упорскування (прямий)